# Katinka Hosszú
Katinka Hosszú (ˈkɒtinkɒ ˈhosːuː, * 3. Mai 1989 in Pécs) ist eine ehemalige ungarische Schwimmerin. Sie schwamm in den Disziplinen Lagen, Schmetterling und Rücken, in Staffelwettbewerben auch Freistil. Sie wurde 2016 dreimal Olympiasiegerin sowie 2013, 2015, 2017 und 2019 Weltmeisterin über 200 und 400 Meter Lagen, außerdem 2009 über 400 Meter. Sie hält den Langbahnweltrekord über 200 Meter Lagen und war Rekordinhaberin über 100 und 200 Meter auf der Kurzbahn. Bei Olympischen Spielen, Welt- und Europameisterschaften gewann sie 95 Medaillen, davon 91 in Einzeldisziplinen.

## Werdegang
Bei den Kurzbahneuropameisterschaften 2012 gewann Hosszú die Wettbewerbe über 200 m Schmetterling und 200 m Lagen innerhalb weniger Minuten in exakt der gleichen Zeit von 2:05,78 min.
Vom 7. bis 11. August 2013 stellte Hosszú bei den Weltcup-Veranstaltungen in Eindhoven und Berlin auf der Kurzbahn sechs Weltrekorde auf den Lagenstrecken auf. Dafür erhielt sie rund 80.000 Euro an Preisgeld und Prämien. Ein Jahr später verbesserte sie vom 27. August bis 1. September 2014 bei den Weltcups in Doha und Dubai diese Weltrekorde weitere fünf Mal.
Bei den Kurzbahnweltmeisterschaften 2014 in Doha gewann sie mit acht Medaillen so viele wie noch keine Schwimmerin zuvor bei diesem Wettbewerb. Bei ihren Siegen über 100 und 200 m Rücken sowie über 100 und 200 m Lagen stellte sie zudem Weltrekorde auf.

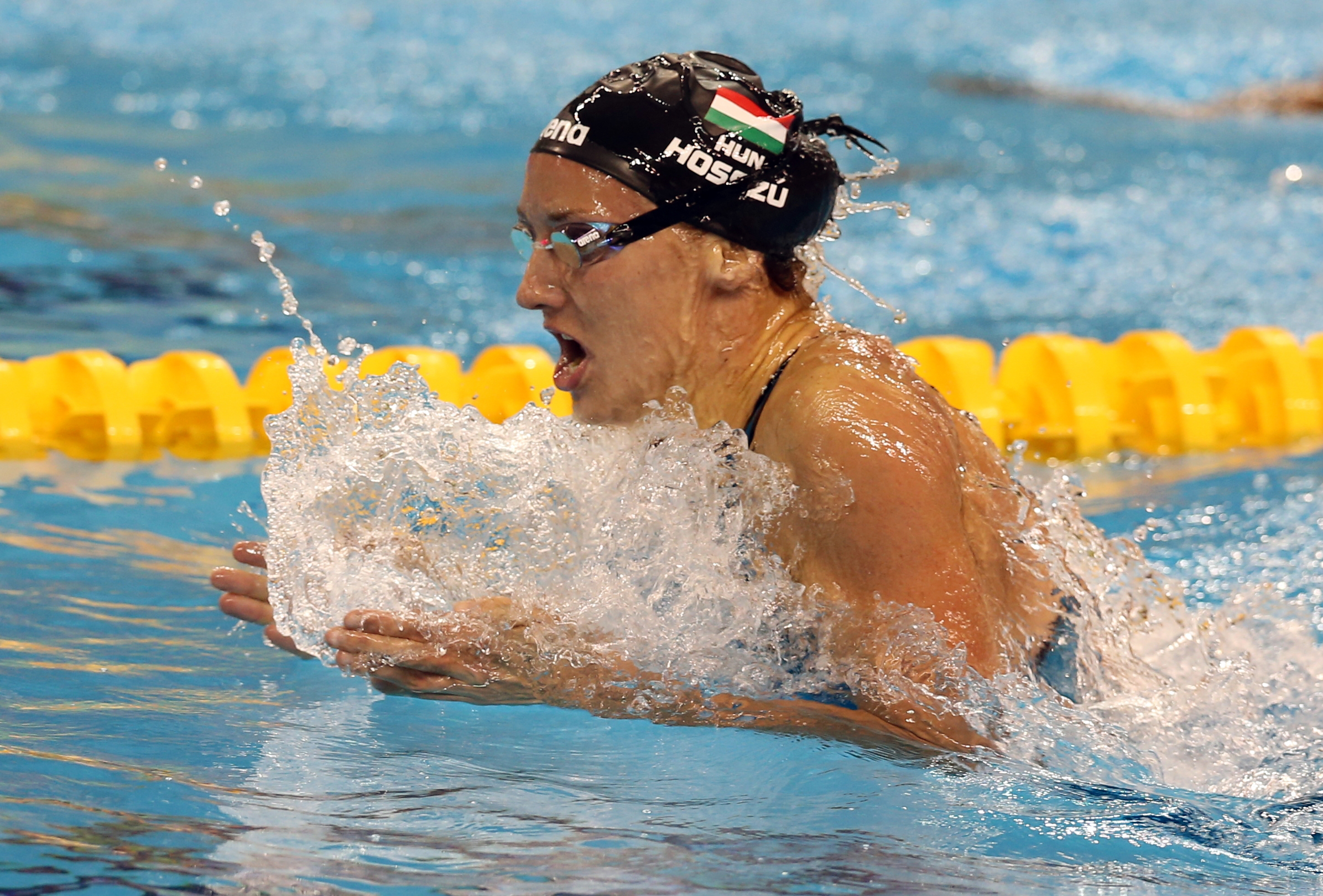
Katinka Hosszú 2013

Bei den Olympischen Sommerspielen 2016 in Rio de Janeiro gewann Hosszú überlegen in neuer Weltrekordzeit von 4:26,36 min die Goldmedaille über 400 m Lagen. Weitere Goldmedaillen errang sie über 200 m Lagen und 100 m Rücken sowie eine Silbermedaille über 200 m Rücken. Im Juli 2017 gewann sie bei den Weltmeisterschaften in Budapest Goldmedaillen über 200 m und 400 m Lagen, eine Silbermedaille über 200 m Rücken und eine Bronzemedaille über 200 m Schmetterling. Hosszú wurde zu UEPS Europas Sportlerin des Jahres 2016 sowie in 2009 und von 2013 bis 2017 zur Sportlerin des Jahres in Ungarn gewählt. 2013, 2014 und 2016 war sie Europas Schwimmerin des Jahres.
Im Mai 2018 trennte sie sich von ihrem Ehemann und Trainer Shane Tusup. Bei den Europameisterschaften im August, auf die sie sich in den USA vorbereitete, schwamm sie nur zwei Einzelstrecken, wobei sie über die 200-m-Lagenstrecke siegte. Anschließend wurde Árpád Petrov ihr neuer Trainer.
Im Dezember 2018 reichte sie zusammen mit den beiden US-Amerikanern Tom Shields und Michael Andrew sowie dem ukrainischen Unternehmer Kostjantyn Hryhoryschyn eine Klage gegen den Schwimm-Weltverband FINA ein, um das Monopol der FINA auf die Austragung von internationalen Schwimm-Wettkämpfen zu brechen. 2019 wurde erstmals die Rennserie der International Swimming League ausgetragen.
Im Dezember 2019 gewann Hosszú bei den Kurzbahneuropameisterschaften mit ihrem Sieg über 400 m Lagen ihre 90. internationale Medaille, zugleich ihre 60. Goldmedaille sowie bei Kurzbahn-Titelkämpfen ihre 50. Medaille.
Im Januar 2025 gab Hosszú das Ende ihrer Karriere bekannt.

## Auszeichnungen
- UEPS Europas Sportlerin des Jahres (3): 2016, 2017, 2019
- Ungarns Sportlerin des Jahres (7): 2009, 2013–2017, 2019
- Europäische Schwimmerin des Jahres (4): 2013, 2014, 2016, 2019